# 魔鏡號

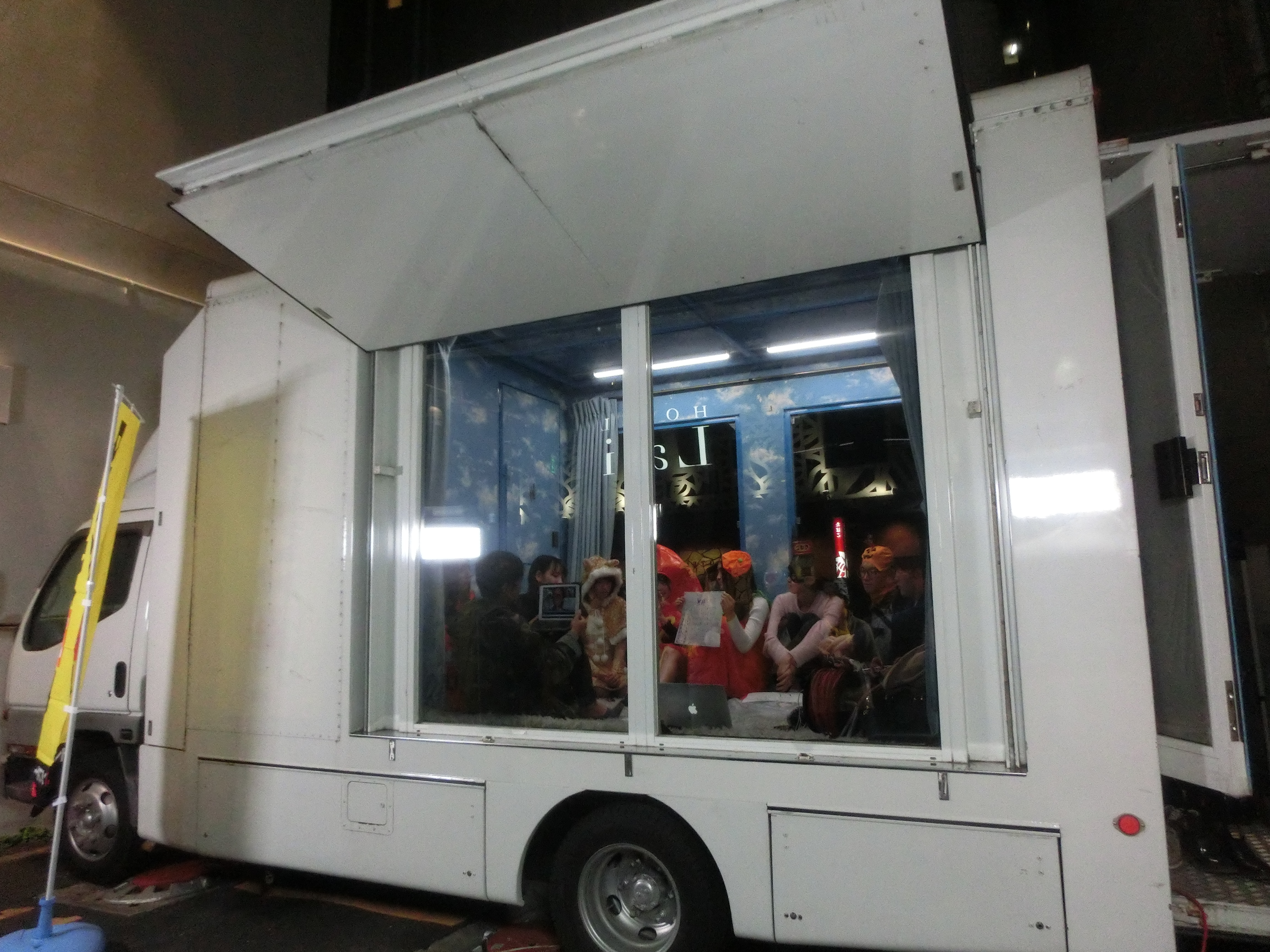
魔鏡一號（攝於2018年10月31日）

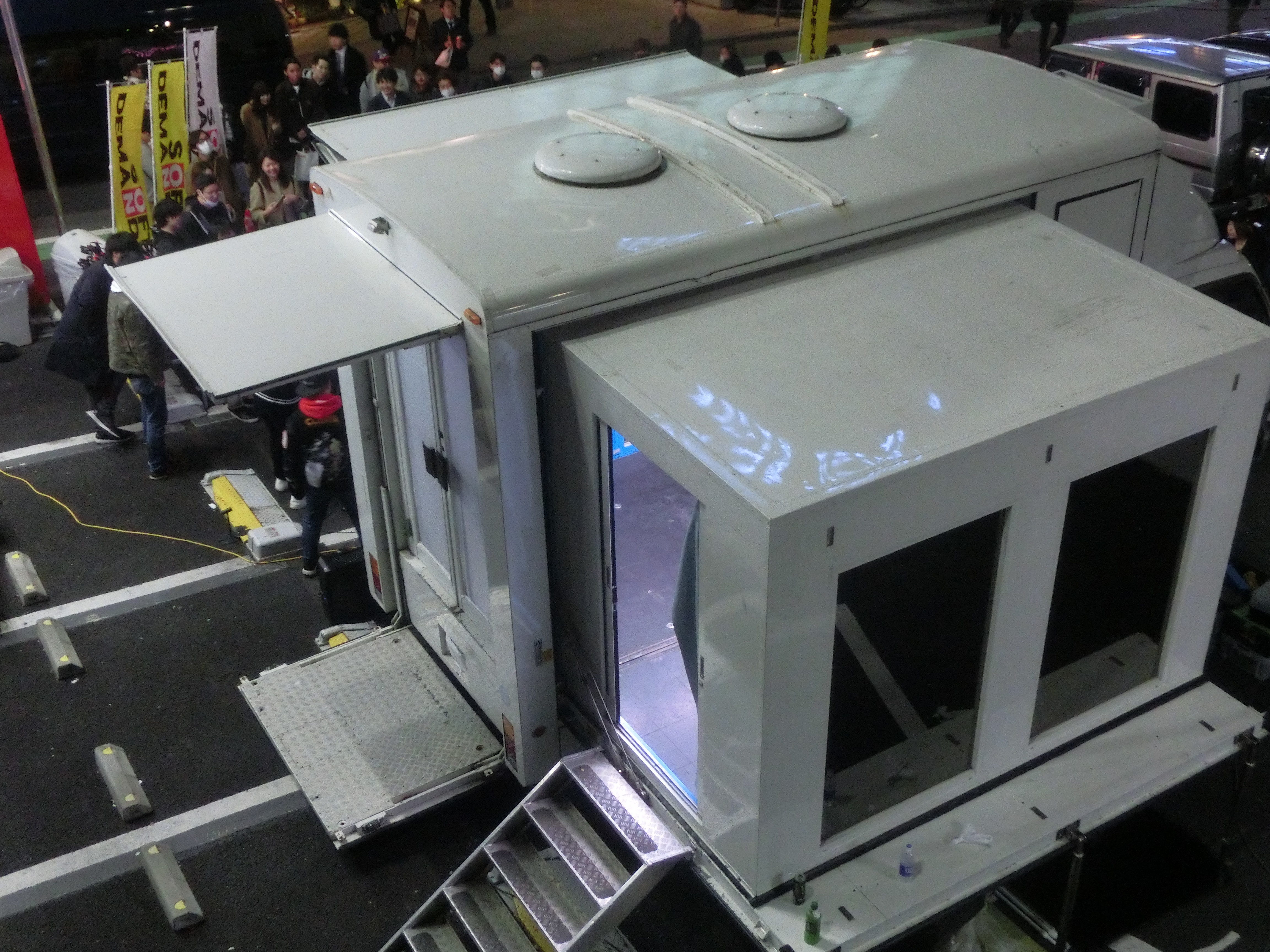
車體兩側伸展後的魔鏡一號

魔鏡號（日语：マジックミラー号），又稱Magic Mirror號、MM號，是一台由日本成人電影公司製造商Soft On Demand製作的移動式攝影棚，該攝影棚以三菱扶桑Canter貨車改裝而成，車殼部分區域安裝單向玻璃，安裝的那面從車外看起來是鏡子，但從車廂內向外看是玻璃，製造有如從內看見外面的透視效果。因此這個攝影棚通常被用於拍攝「女性在車內全裸，而車外的行人對此渾然不知」內容的影片。
2013年底，Magic Mirror 1號因爲年代久遠失修，停止使用。
Soft On Demand还创作了「逆转魔镜号」这一新系列的AV作品。即在夜晚，由于外面暗里面亮的关系，玻璃呈现的效果会跟原来的魔镜号相反，在车内看是镜子，在车外看是透明玻璃，因此车外的人可以看到车内的AV男女优在做爱，而演員們却不自知，影片最后外面突然开灯，演員突然看到车外围观或是正对着车玻璃手淫的男性人群，这才意识到之前的性交过程已被外面的人看光，进而露出惊慌失措和羞耻的表情和动作。